# Pond Hockey Cup
Der Pond Hockey Cup ist ein in Deutschland ausgetragenes Eishockeyturnier, welches in seiner Ursprungsform auf einem See ausgetragen und vom Deutschen Eishockey-Bund in Zusammenarbeit mit dem Fernsehsender Sport1 veranstaltet und teilweise im Fernsehen übertragen wird. Die Siegertrophäe – eine vergoldete Schneeschaufel – wurde 2011 das erste Mal vergeben.
Bei der Erstauflage nahmen in allen Klassen insgesamt 56 Teams teil.

## Geschichte

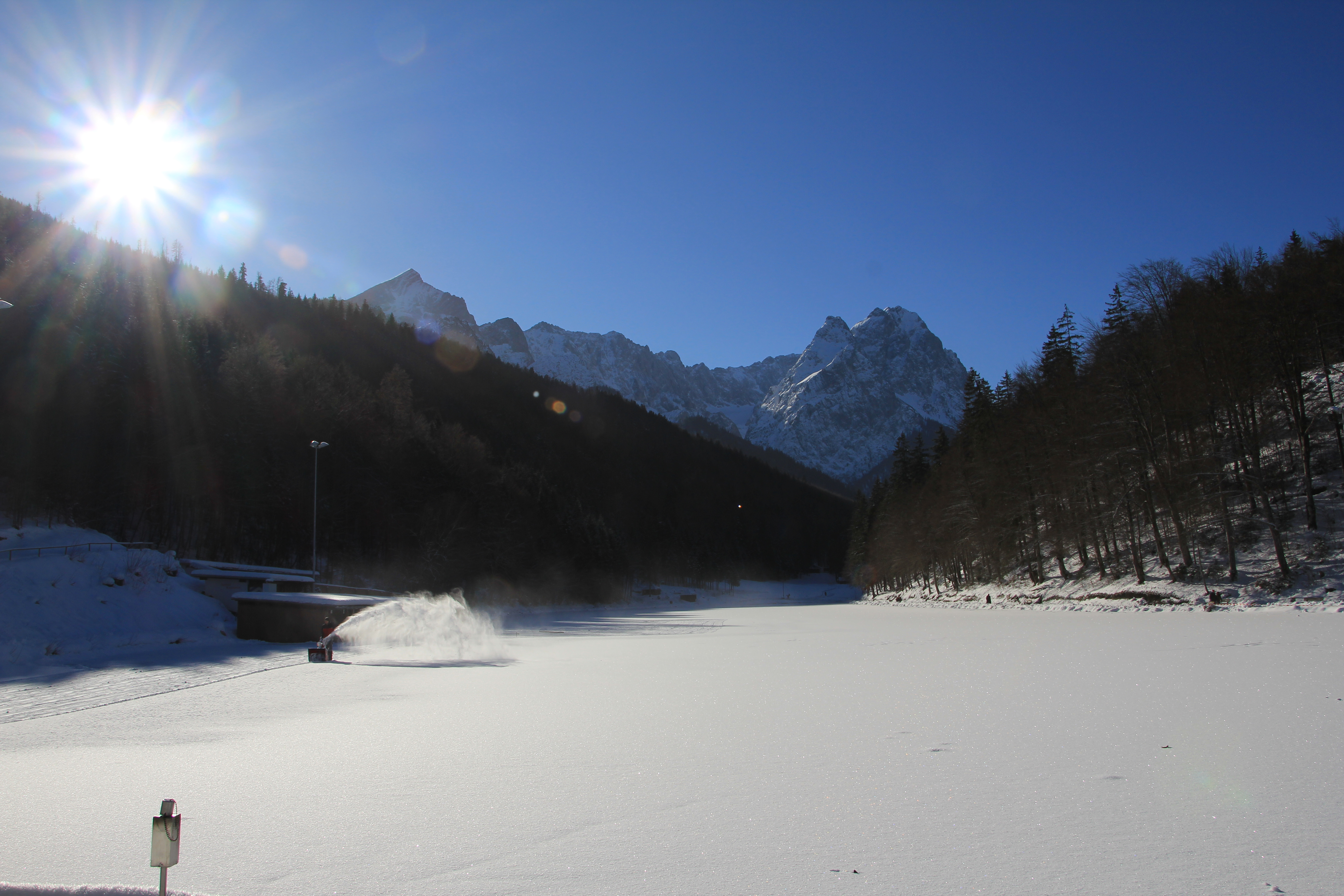
Erste Vorbereitungen für den Pond Hockey Cup 2012 auf dem Rießersee

Der Pond Hockey Cup wurde erstmals im Februar 2011 vom Deutschen Eishockey-Bund auf dem Rießersee in Garmisch-Partenkirchen ausgetragen und galt zunächst als Rahmenprogramm für die Alpinen Skiweltmeisterschaften 2011, die ebenfalls in Garmisch-Partenkirchen ausgetragen wurden, und sollte zudem für den Eishockeysport werben.
Der Turniername „Pond Hockey“ stammt aus der Englischen Sprache und bedeutet übersetzt etwa „Teichhockey“ und beschreibt das Spielen auf einem zugefrorenen See oder Weiher.

## Modus und Regelwert
- Das Turnier wird in drei Klassen – Amateure, Profis und Prominente – ausgetragen.
- Jedes Team muss die sogenannte „Wayne-Gretzky“-Schutzgebühr in Höhe von 99 Euro entrichten.
- Das Spielfeld hat eine Größe von 20 Metern in der Breite und 30 Metern Länge.
- Es wird an zwei Spieltagen (Samstag und Sonntag) gespielt, wobei am ersten Turniertag die Vorrunden sowie die ersten K.O.-Runden und am zweiten Tag die Finalrunden ausgetragen werden.
- Gespielt werden 2 × 10 Minuten mit je vier Spielern, bei einem Unentschieden werden weitere fünf Minuten Overtime im Sudden-Death-Modus gespielt. Je Mannschaft dürfen maximal sechs Spieler pro Mannschaft gemeldet werden. Außerdem sind Torwart, Schlagschüsse sowie Bodychecks verboten und nur minimale Ausrüstung (Eishockeyschlittschuhe, Helm, Ellenbogen- und Schienbeinschoner, Handschuhe) erlaubt.
- Das Tor ist ein kleiner Holzkasten mit zwei Öffnungen.[2][3]
- Ein Bully gibt es nur zu Beginn eines Spieles.
- Es wird ohne Abseits und Icing gespielt.
- Für einen Sieg gibt es drei Punkte, zwei Punkte bei einem Sieg in der Overtime. Einen Punkt für beide Teams bereits bei einem Unentschieden nach regulärer Spielzeit. Fällt in der Overtime kein Tor, so erhält jede Mannschaft einen Punkt.

## Siegerliste

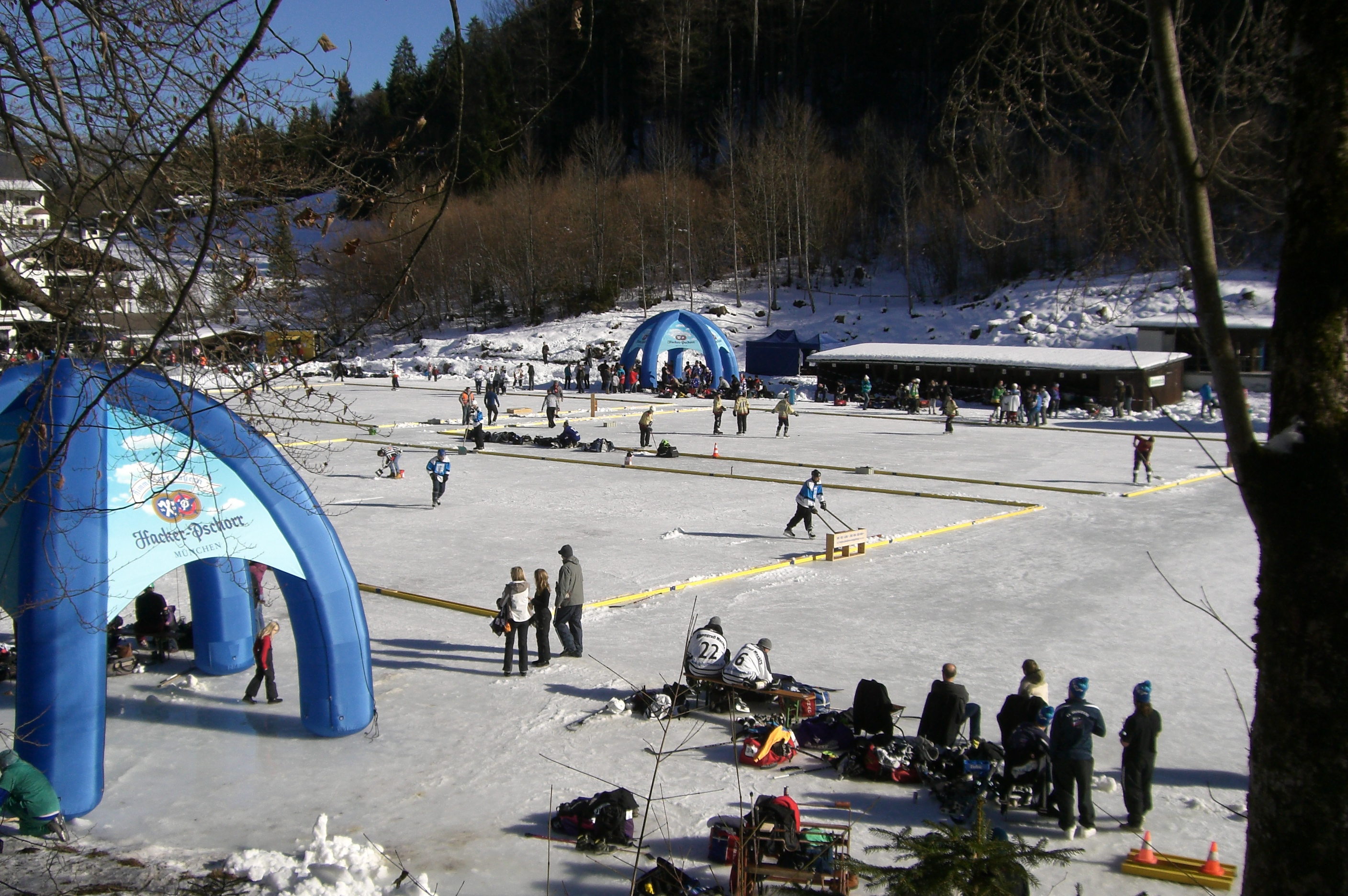
Überblick auf das Geschehen bei dem 1. Pond Hockey Cup

| Jahr | Sieger          | Sieger            | Sieger            |
| Jahr | Amateure        | Prominente        | Profis            |
| 2011 | Ohlstadt Chiefs | EHC München       | SC Riessersee     |
| 2012 | HC Castelfeder  | nicht ausgespielt | Geronimo Stars    |
| 2013 | SCR AH I        | nicht ausgespielt | Eisbären Allstars |
| 2014 | Team DEL        | nicht ausgespielt | SCR AH            |

## Austragungen

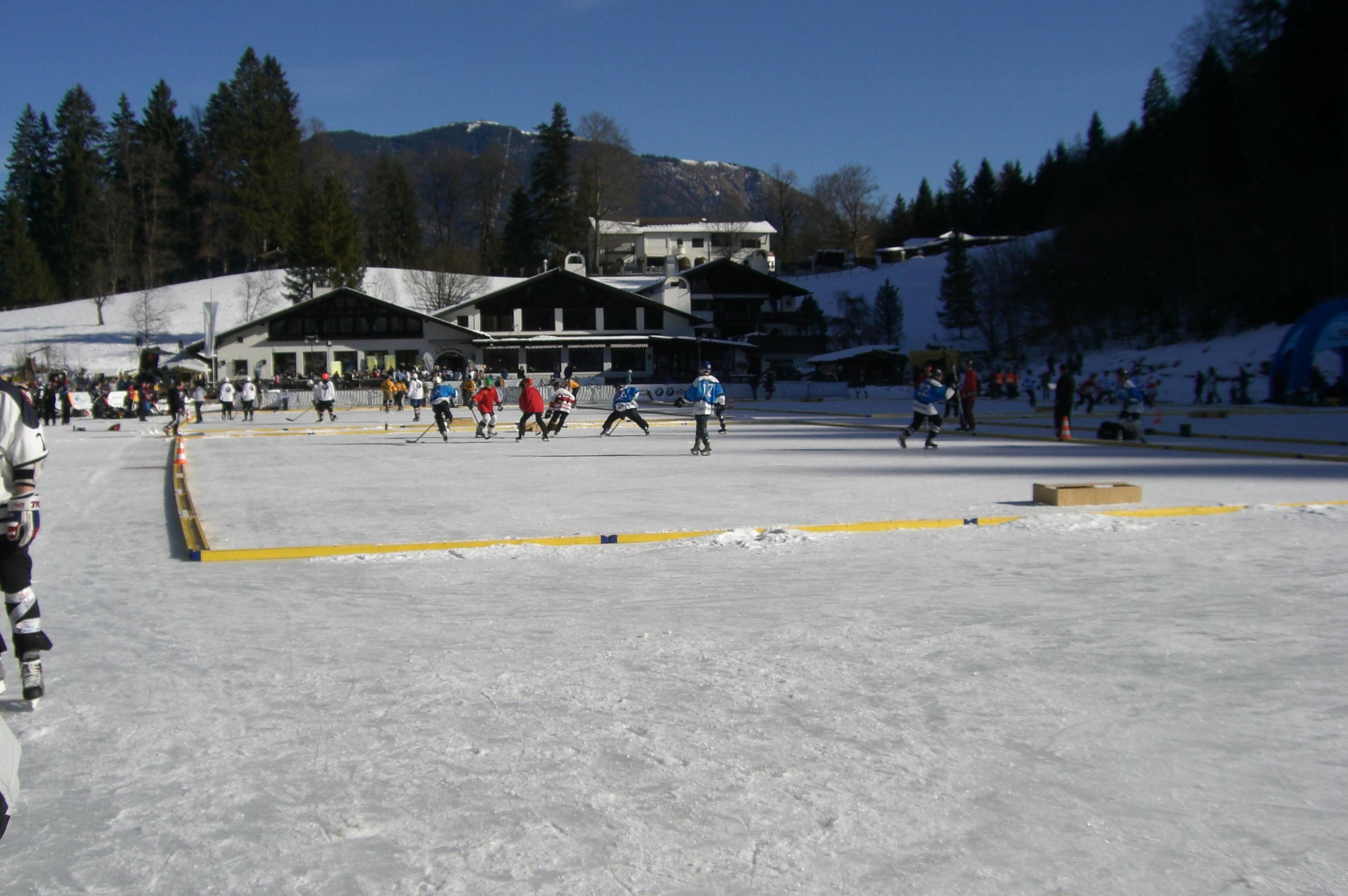
Blick auf eines der Spielfelder mit seinem kleinen Holztor beim 1. Pond Hockey Cup

### Austragung 2011
Beim 1. Pond Hockey Cup im Februar 2011 nahmen in der Klasse Profis unter anderem das Team des SC Riessersee und in der Kategorie Prominente ehemalige Spieler der deutschen Nationalmannschaft, die bei den Olympischen Winterspielen 1976 in Innsbruck die Bronzemedaille gewannen, teil. Darunter waren unter anderem Alois Schloder, Erich Kühnhackl und Franz Reindl. Weitere bekannte Teilnehmer waren der Stanley-Cup-Sieger Uwe Krupp, Ernst Höfner sowie Klaus Merk und das Prominententeam des EHC München, bestehend aus EHC-Manager Christian Winkler und den Trainern Pat Cortina, Joseph „Peppi“ Heiß sowie Maurizio Mansi.
Etwa 4000 Zuschauer fanden sich an den beiden Spieltagen beim 1. Pond Hockey Cup ein.

### Austragung 2012
Beim 2. Pond Hockey Cup im Februar 2012 wird die inoffizielle Pond-Hockey-Weltmeisterschaft 2012 ausgetragen. Dabei treten Teams aus Italien, Ungarn, Österreich, der Slowakei und Deutschland an.
In der Kategorie Profis treten 2012 folgende DEL-Teams an: EHC München, Eisbären Berlin, Iserlohn Roosters und Hannover Scorpions.

### Austragung 2013
Der 3. Pond Hockey Cup fand am 17. Februar 2013 statt. Wegen der schlechten Witterung im Vorfeld der Veranstaltung fand das Turnier erstmals nicht auf dem Rießersee, sondern auf der Freifläche des Olympia-Eissport-Zentrum statt.
Als Sieger gingen in der Kategorie Amateure die erste Mannschaft der Alten Herren des SC Riessersee und in der Kategorie Profis die Eisbären Allstars hervor.
Die Zuschauerzahl lag erneut bei ca. 4000 Personen.

### Austragung 2014
Der 4. Pond Hockey Cup fand am 8. und 9. Februar statt. Aufgrund der warmen Witterung musste das Turnier wie im Vorjahr auf die Freifläche des Olympia-Eissport-Zentrums verlegt werden. Sieger in der Kategorie Profis das Team SCR AH, das sich im Endspiel gegen die Eisbären Berlin durchsetzte. Bei den Amateuren errang das Team DEL den Sieg.